# Nationaal park Thy
Het Nationaal park Thy (Deens: Nationalpark Thy) is een nationaal park in Thy, Denemarken dat in 2007 is aangewezen als eerste nationale park in Denemarken, afgezien van het nationale park op Groenland (1974). In 2008 werd het geopend voor het publiek. Het ligt in Noordwest-Jutland, langs de kust van Hanstholm naar Agger Tange en heeft een oppervlakte van 244 km².
Het doel van het park is om de in het park aanwezige natuur te beschermen, de kwaliteit ervan te verbeteren en bezoekers uit binnen- en buitenland kennis te laten nemen van de natuur, het landschap en de geschiedenis. Het langeafstandswandelpad Vestkyststien loopt door het gebied. 

## Natuur en landschap

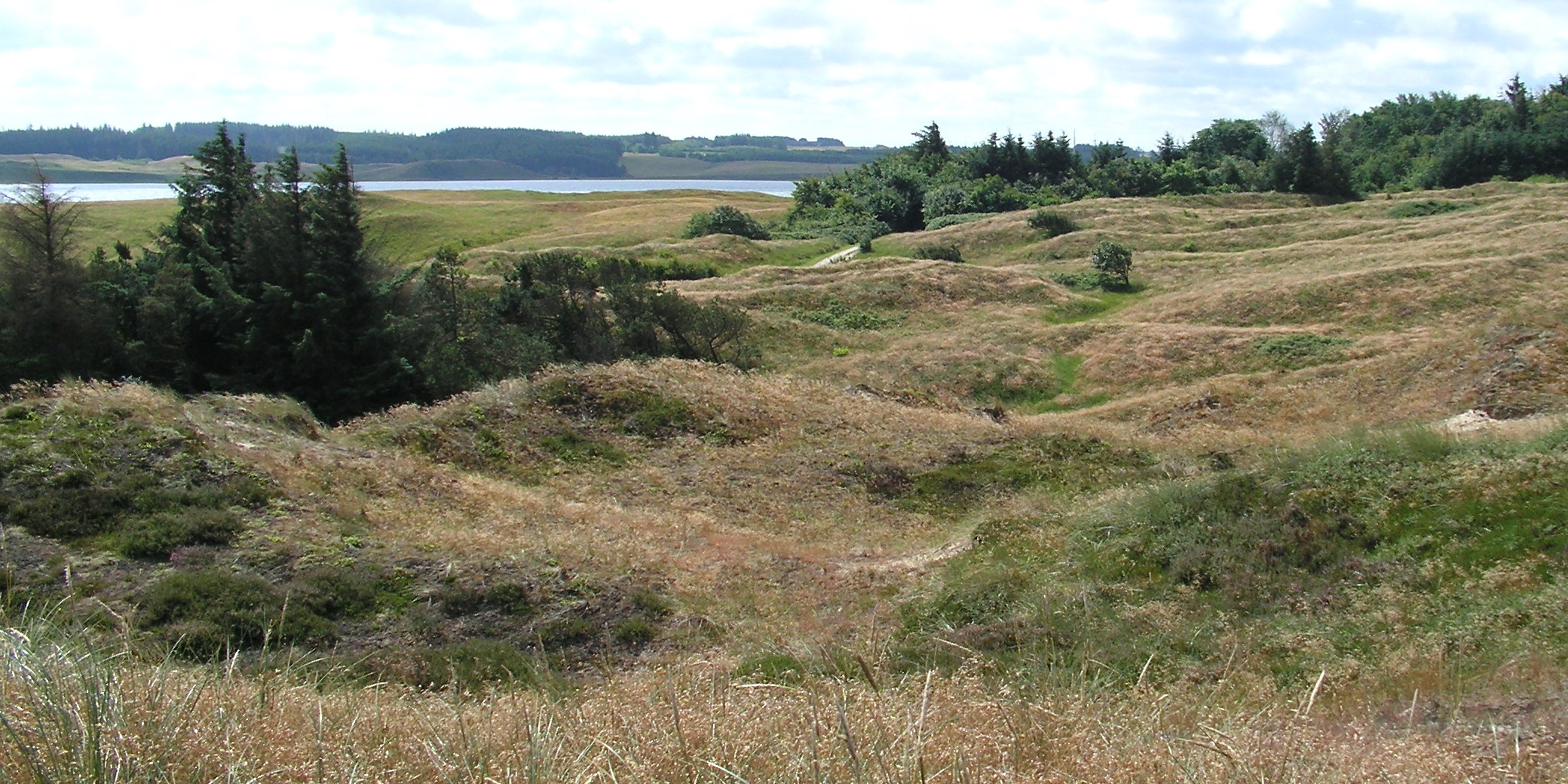
Nationaal park Thy

Het landschap bestaat uit kust- en duinsystemen, deels onbegroeid, deels bestaande uit heidevelden, weilanden en productiebos, met veel coniferen. Hier en daar zijn voedselarme vennen en meertjes. Ook zijn er kalksteenkliffen. 
De recente menselijke geschiedenis van het gebied staat in het teken van het tegengaan van stuifzand. Vanaf ongeveer 1800 zijn op georganiseerde wijze grassen en bomen aangeplant, met name helmgras en coniferen. De bossen boden niet alleen hout en bedrijvigheid maar ook een milieu voor herten en andere diersoorten. 
In de heide en vochtige gebieden vinden we onder meer dopheide, diverse korstmossen, zeewinde, cranberry, zonnedauw, klokjesgentiaan en dieren als de kraanvogel, bosruiter, de rugstreeppad en vele insectensoorten. 
Zeldzame soorten zijn onder meer de goudplevier die hier broedt, waterlobelia en verschillende kranswieren.

## Bescherming
In het noorden van het gebied ligt het 'Hanstholm Vildtreservat', dat is gesticht in de jaren 1930. Delen van het park zijn aangewezen als Ramsargebied en als Natura 2000-gebied.

## Cultuurhistorie
Het gebied wordt al vanaf de laatste ijstijd door mensen bewoond. Resten van vroege menselijke bewoning zijn nog zichtbaar zoals hunebedden en grafheuvels. Ook zijn er archeologische vondsten uit de bronstijd die wijzen op een bloeiende cultuur. Daarnaast zijn veel terpen bewaard.  
In latere tijden vond roofbouw plaats waardoor stuifzanden de overhand kregen. Ongeveer in 1800 startten herbeplantingsprogramma’s die pas een eeuw later ertoe leidden dat de zandverstuivingen onder controle waren.
Van meer recente datum zijn de vele betonnen bunkers en forten uit de Tweede Wereldoorlog. Sommige fungeren als museum. 

## Links
- National Park Thy Danish Nature Agency.

Kongernes Nordsjælland ·
Mols Bjerge ·
Noordoost-Groenland · 
Skjoldungernes Land· 
Thy ·
Vadehavet (Waddenzee)·